# كينيث ويلسون (راكب الكنو)
كينيث ويلسون (بالإنجليزية: Kenneth Wilson)‏ هو راكب الكنو أمريكي، ولد في 30 نوفمبر 1938.

## وصلات خارجية
- كينيث ويلسون على موقع أوليمبيديا (الإنجليزية)